# Sélection directe à l'arrivée
Pour les articles homonymes, voir SDA, DID et DDI.
La sélection directe à l'arrivée ou SDA (en anglais, direct inward dialing [DID] ou direct dial-in [DDI]) est une technique en télécommunications qui permet d'atteindre directement un interlocuteur depuis l'extérieur (par exemple, depuis le réseau téléphonique commuté) sans passer par un standard. Elle est mise en œuvre dans un PABX où chaque poste interne peut recevoir un numéro direct,.
Par abus de langage, on parle de SDA pour nommer les numéros directs externes. Dire que l'on a 10 SDA signifie alors que l'on possède 10 numéros téléphoniques publics.

## Service téléphonique ordinaire
Pour le service de sélection directe à l'arrivée, l'opérateur de télécommunications fournit une ou plusieurs lignes téléphoniques pour la connexion au PABX du client, et attribue une gamme de numéros de téléphone au client. Les appels vers ces numéros sont transmis au PABX du client via les lignes téléphoniques.
Lorsque les appels sont présentés au PABX, le numéro de téléphone composé est indiqué au PABX grâce à un service d'identification de numéro composé (en anglais, Dialed Number Identification Service (en) ou DNIS). Le PABX utilise cette information pour acheminer l'appel directement à un poste téléphonique au sein de l'organisation sans avoir besoin d'un opérateur ou d'un réceptionniste. Le service fournit un service téléphonique entrant pour de nombreux numéros de téléphone tout en ne nécessitant qu'un nombre limité de lignes téléphoniques.
Originellement, le service SDA utilisait des circuits analogiques. Dans ces services SDA, c'est l'équipement de l'abonné qui fournissait une batterie pour la signalisation. L'équipement du central téléphonique détectait la tension sur la ligne et désactivait le service si la ligne n'était pas alimentée. C'est un agencement inversé comparativement aux lignes téléphoniques traditionnelles pour lesquelles le central téléphonique fournissait une batterie de signalisation et de conversation. De nos jours, le service SDA est fourni sur un accès primaire RNIS (en anglais, Primary Rate Interface).
Les lignes téléphoniques pour le service SDA sont unidirectionnelles, vers le PABX du client. Cependant, le service peut être combiné avec la prise directe du réseau (en anglais, direct outward dialing ou DOD) permettant aux extensions PABX de faire des appels sortants directs avec identification de leur numéro de téléphone SDA.
Aux États-Unis, le service SDA a été développé par AT&T dans les années 1960, sur le modèle du service IKZ antérieur de l'opérateur de télécommunications allemand Deutsche Bundespost.

## Utilisation dans les services de fax
Le service SDA est également utilisé par les serveurs de fax. Une ligne téléphonique est terminée à une interface téléphonique (modem-fax) d'un ordinateur qui exécute un logiciel de serveur de fax. Un nombre transmis sur la ligne téléphonique est utilisé pour identifier le destinataire du fax. Cela permet à de nombreux destinataires d'avoir un numéro de fax individuel, tout en utilisant un seul appareil.

## Voix sur IP
Le service SDA a une pertinence similaire pour les communications VoIP (Voice over Internet Protocol). Pour permettre aux utilisateurs du réseau téléphonique commuté d'atteindre directement les utilisateurs de téléphones VoIP, des numéros SDA sont attribués à une passerelle de communication. La passerelle connecte le réseau téléphonique commuté au réseau VoIP, traduisant les appels entre les deux réseaux et acheminant l'appel au numéro SDA. 